# 大野窟古墳
大野窟古墳（おおのいわやこふん）は、熊本県八代郡氷川町大野にある古墳。形状は前方後円墳。国の史跡および熊本県指定史跡に指定されている。
熊本県では最大規模の古墳で、6世紀中葉-後半（古墳時代後期）頃の築造と推定される。国内最大の高さを測る巨石の横穴式石室が知られる。

## 概要
熊本県中央部、大野原台地上に築造された大型前方後円墳である。一帯は多くの古墳の営造地として知られ、南方では野津古墳群（国の史跡）が分布する。2003-2008年度（平成15-20年度）に測量調査および発掘調査が実施されている。
墳形は前方部前端が突出する「剣菱型」の前方後円形で、前方部を南方に向ける。墳丘は2段築成。墳丘長は122.8メートルを測り、熊本県では最大規模になる。墳丘周囲（前方部前面除く）には盾形周濠が巡らされ、幅は後円部側で約12メートルを測る。前方部前面では周濠の代わりに土坑（祭祀に関係か）が並ぶという珍しい様式をとる。埋葬施設は複室の両袖式横穴式石室で、内部に家形石棺1基・屍床2基を有し、南西方（くびれ部方向）に開口する。この石室は高さ6.5メートルを測り、高さの点では国内最大規模になる。石室内部の発掘調査は実施されておらず副葬品は明らかでないが、出土品としては、前述の周濠土坑から須恵器や新羅系の陶質土器が、墳丘から笠形石製表飾が検出されている。
この大野窟古墳は、石室の特徴や出土品より古墳時代後期の6世紀中葉-後半頃の築造と推定される。同時期の九州地方では、岩戸山古墳（福岡県八女市、138メートル）に次ぐ規模になる。なお、氷川町内では大野窟古墳に先立つ6世紀前半頃の古墳群として野津古墳群（氷川町野津）も知られ、大野窟古墳および野津古墳群の被葬者に関しては、肥後地方を拠点にした有力豪族の火君（ひのきみ、肥君）一族と推定する説がある。
古墳域は1985年（昭和60年）に熊本県指定史跡に指定され、2013年（平成25年）には国の史跡に指定されている。2016年（平成28年）には、地震（平成28年熊本地震）により石室の石材の一部が崩れる被害が生じている。

## 遺跡歴
- 明応6年（1497年）、石室内に阿弥陀如来が祀られる（壁面に刻字）[6]。
- 1985年（昭和60年）11月19日、熊本県指定史跡に指定[4]。
- 2003-2008年度（平成15-20年度）、測量調査および発掘調査。円墳でなく前方後円墳と判明（氷川町教育委員会）[2]。
- 2013年（平成25年）10月17日、国の史跡に指定[2]。
- 2016年（平成28年）、平成28年熊本地震による被害[5]。

## 墳丘
墳丘の規模は次の通り。
- 墳丘長：122.8メートル
- 後円部
  - 直径：70メートル
- 前方部
  - 幅：70メートル
  - 長さ：57.5メートル

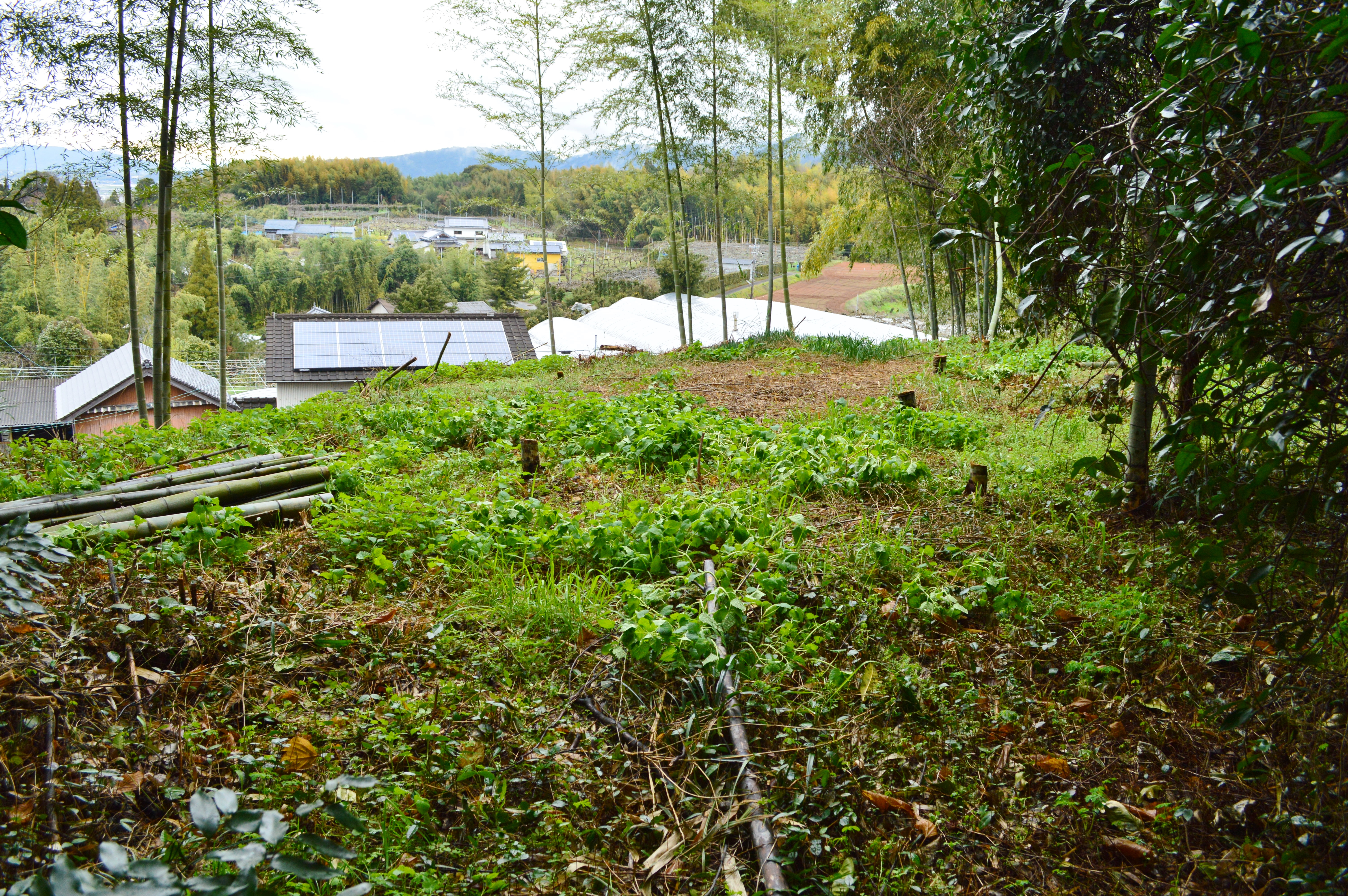
後円部墳頂
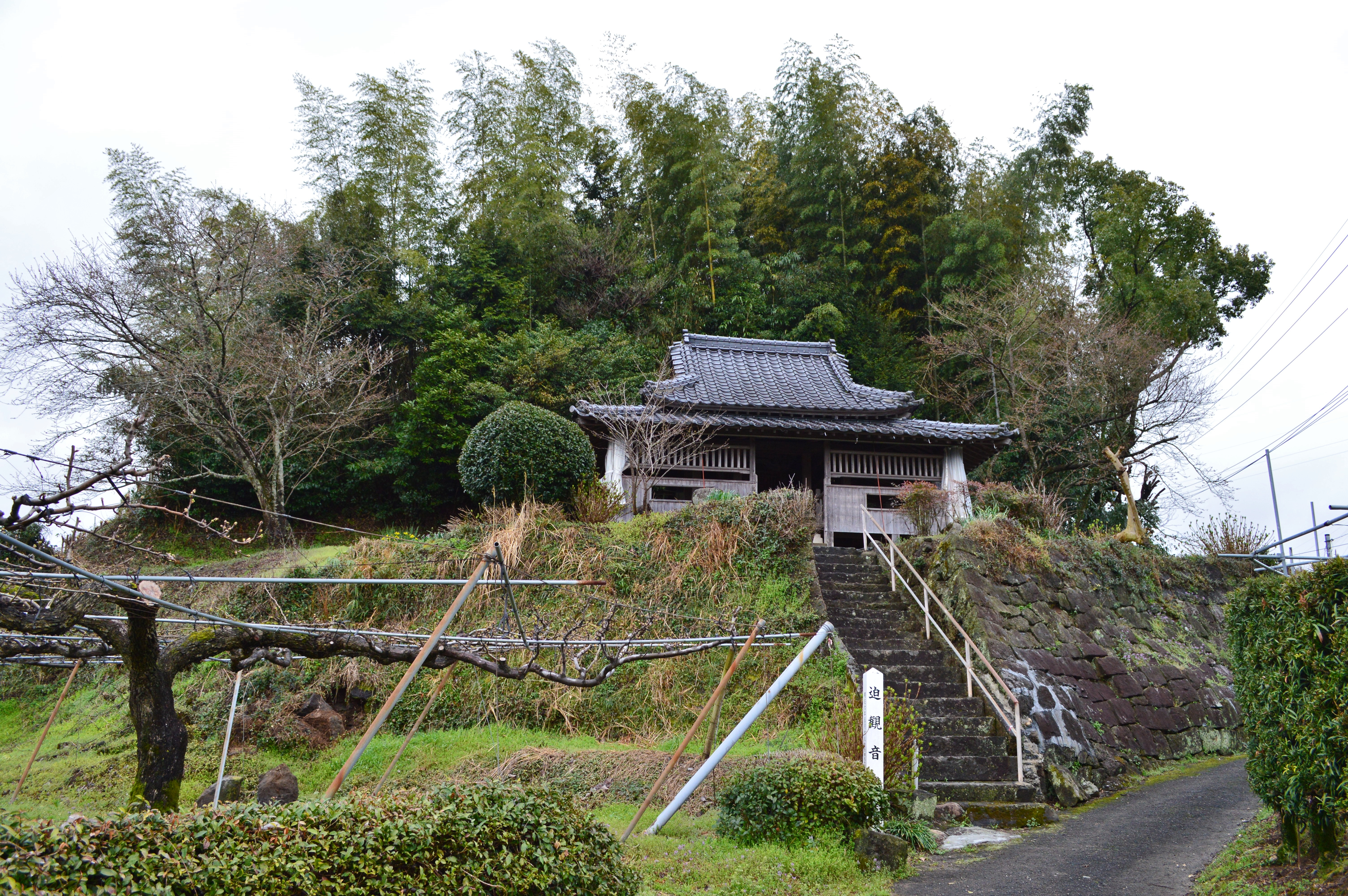
後円部墳丘 中腹に迫観音堂が建てられている。
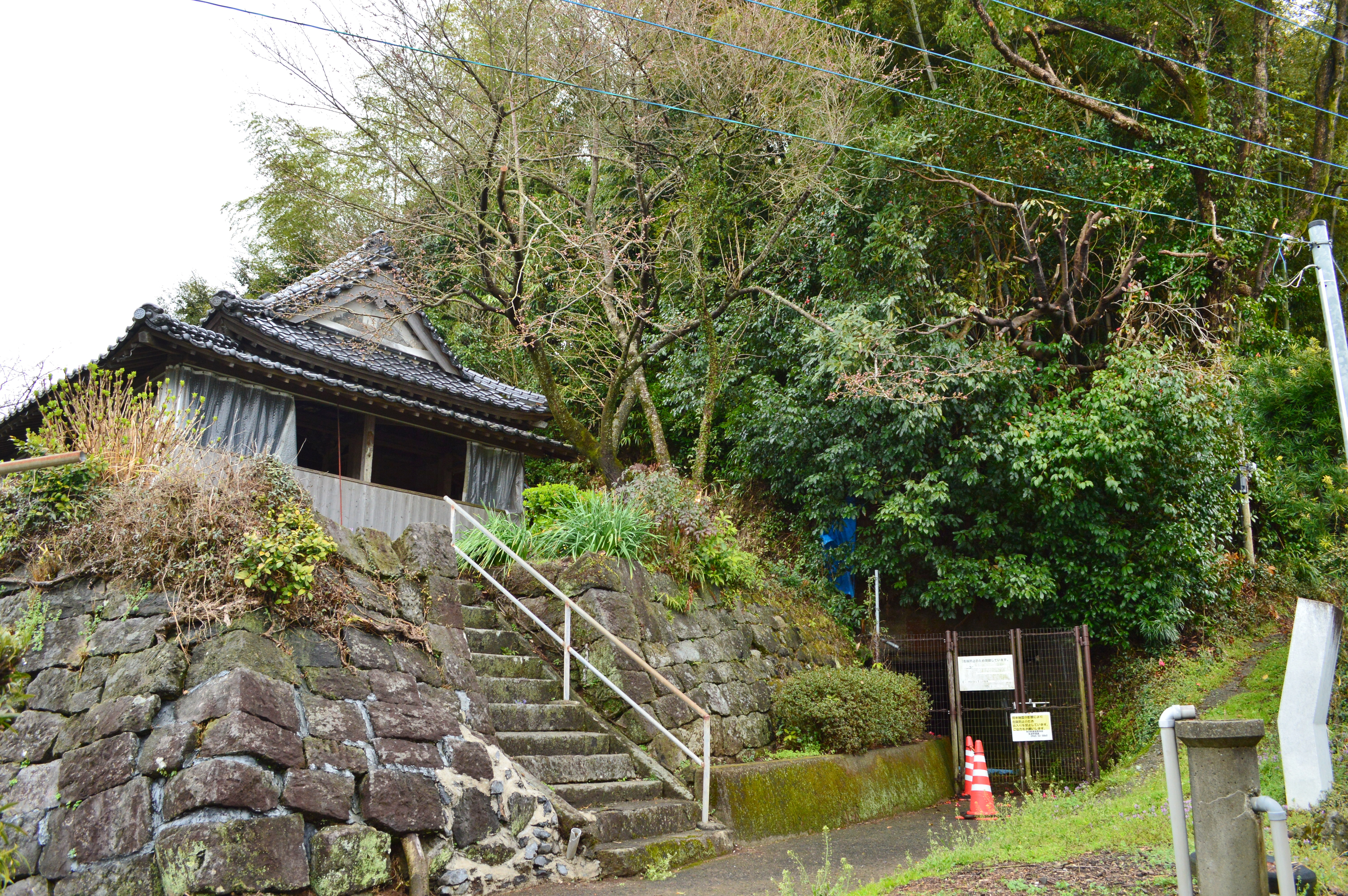
後円部墳丘と石室開口部
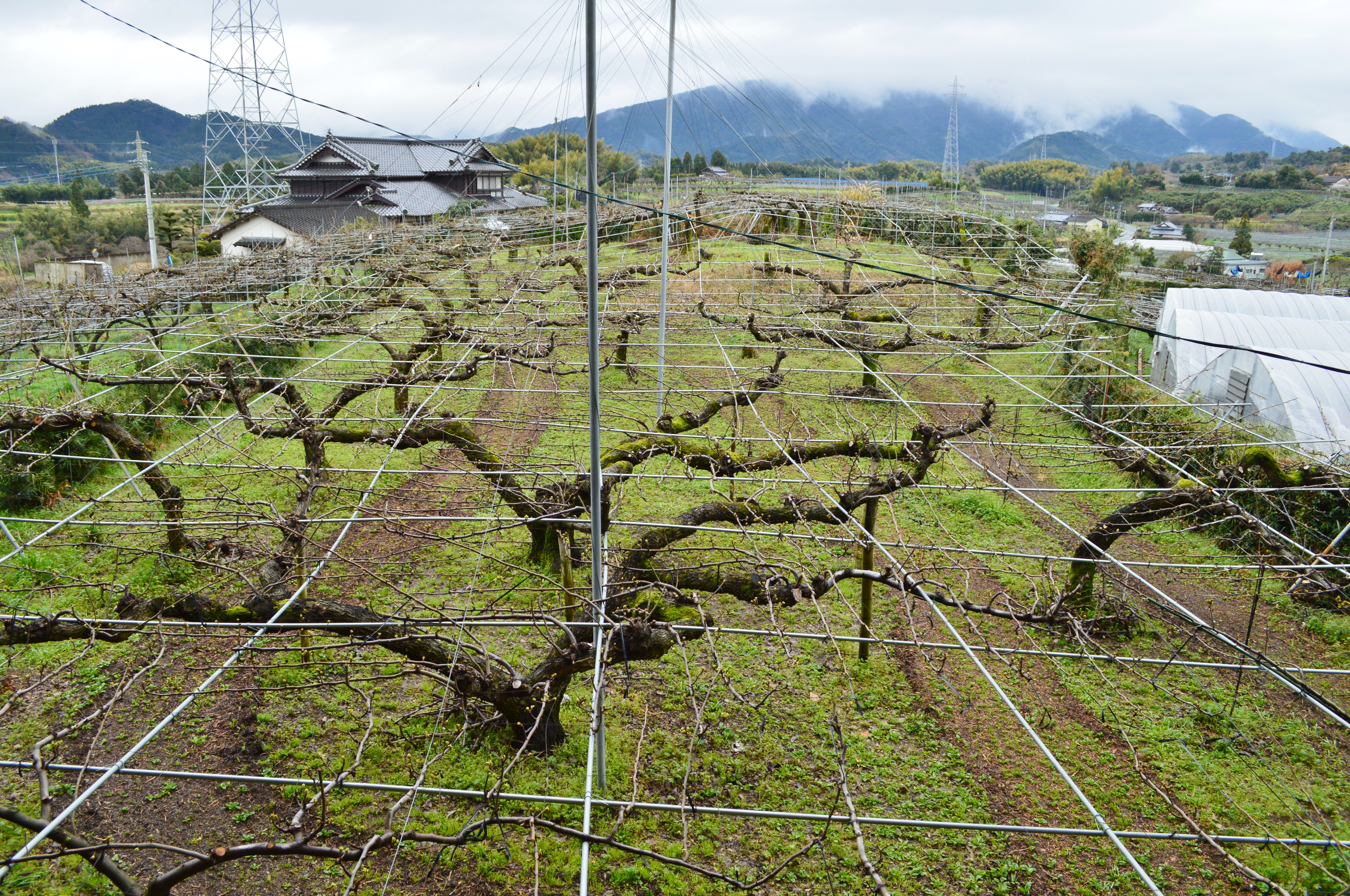
後円部から前方部を望む

## 埋葬施設

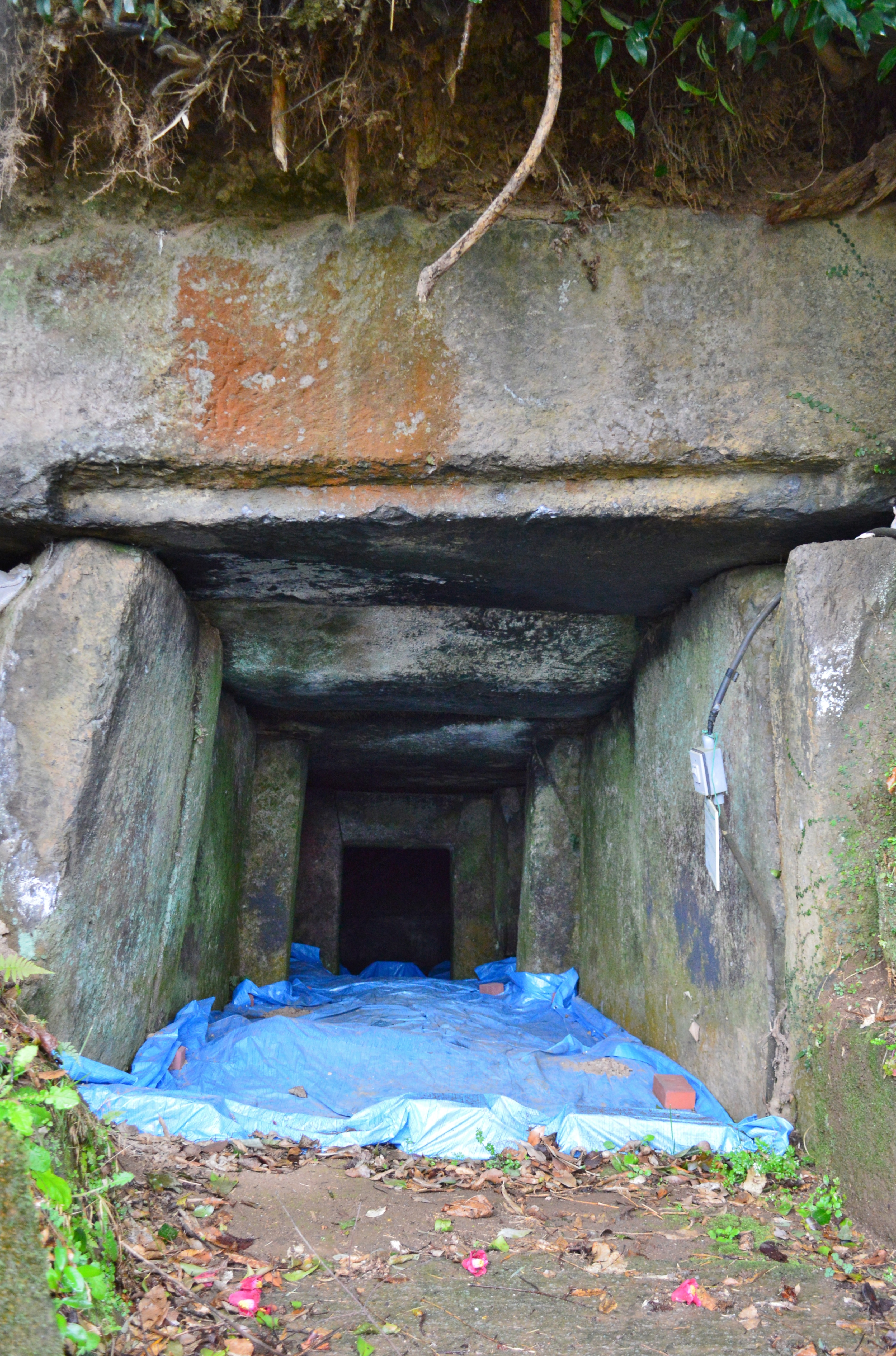
石室開口部

埋葬施設としては、阿蘇溶結凝灰岩製の切石からなる複室の両袖式横穴式石室が使用されている。この石室の規模は次の通り。
- 石室全長：12.4メートル
- 玄室
  - 長さ：5.2メートル
  - 幅：2.9-3.1メートル
  - 高さ（天井高）：6.5メートル
- 前室
  - 長さ：1.8メートル
  - 幅：約2.1メートル
  - 高さ：1.9-2メートル
- 羨道
  - 長さ：約3.5メートル
  - 幅：1.8-2メートル
  - 高さ：約2.1メートル

石室は熊本県では最大規模になり、ひいては九州地方においても宮地嶽古墳（福岡県福津市）と並び最大級の規模になる。特に玄室の天井高に限ると、国内最大規模になると見られている。石材には2メートル四方を超える巨石が使用され、一部には赤色顔料の痕跡も認められる。
玄室奥には同じく凝灰岩製の刳抜式家形石棺が据えられている。この石棺は長さ2.40メートル、幅1.30メートル、高さ0.87メートルを測り、植山古墳（奈良県橿原市、推古天皇の初葬地か）の石棺に匹敵する規模になる。石棺の上部には幅1.9メートルの石棚が設けられているほか、玄門寄り部分では凝灰岩製の屍床が左右に1基ずつの計2基設けられている。これら石室内部の発掘調査は実施されておらず、副葬品等の詳細は明らかでない。
なお羨道の壁面には、後世の明応6年（1497年）に阿弥陀如来を祀った旨の刻字が残されている。

## 文化財

### 国の史跡
- 大野窟古墳 - 2013年（平成25年）10月17日指定[2]。

### 熊本県指定文化財
- 史跡
  - 大野窟古墳 - 1985年（昭和60年）11月19日指定[4]。

## 関連文献
（記事執筆に使用していない関連文献）
- 『大野窟古墳 -大野窟古墳調査概要報告-（氷川町文化財調査報告書 第1集）』氷川町教育委員会、2007年。
- 『大野窟古墳発掘調査報告書（氷川町文化財調査報告書 第2集）』氷川町教育委員会、2012年。
- 今田治代「国指定史跡 大野窟古墳の被害状況」『「平成28年熊本地震による被災古墳の現状と課題」発表要旨集』、第20回九州前方後円墳研究会実行委員会、2017年6月、45-50頁、CRID 1050282812910840960、hdl:2298/37526、NAID 120006319238。